# Ducati Motor Holding SpA
Ducati Motor Holding S.p.A. (pronunție în italiană [duˈkaːti]) este divizia de producție de motociclete a companiei italiene Ducati, cu sediul central la Bologna, Italia. Compania este deținută de producătorul german de automobile Audi prin intermediul filialei sale italiene Lamborghini, care este la rândul ei deținută de grupul Volkswagen.

## Legături externe
- Site web oficial
- Ducati Motorcycles pe Curlie
- Ducati Organizations and Clubs pe Curlie
- Ducati Businesses pe Curlie